# رتیل آتشین شیلی
رتیل آتشین شیلی (با نام علمی Grammostola rosea) احتمالاً محبوب‌ترین رتیل خانگی در سراسر جهان است. دامنهٔ حضور این حیوان در طبیعت را بیشتر صحرای آتاکاما در شیلی تشکیل می‌دهد. طی تحقیقاتی که انجام شده جنس مادهٔ این حیوان می‌تواند تا بیش از بیست سال زندگی کند. البته با توجه به محدود بودن این تخقیقات انتظار طول عمر بیشتری از این حیوان می‌رود.

## نگارخانه

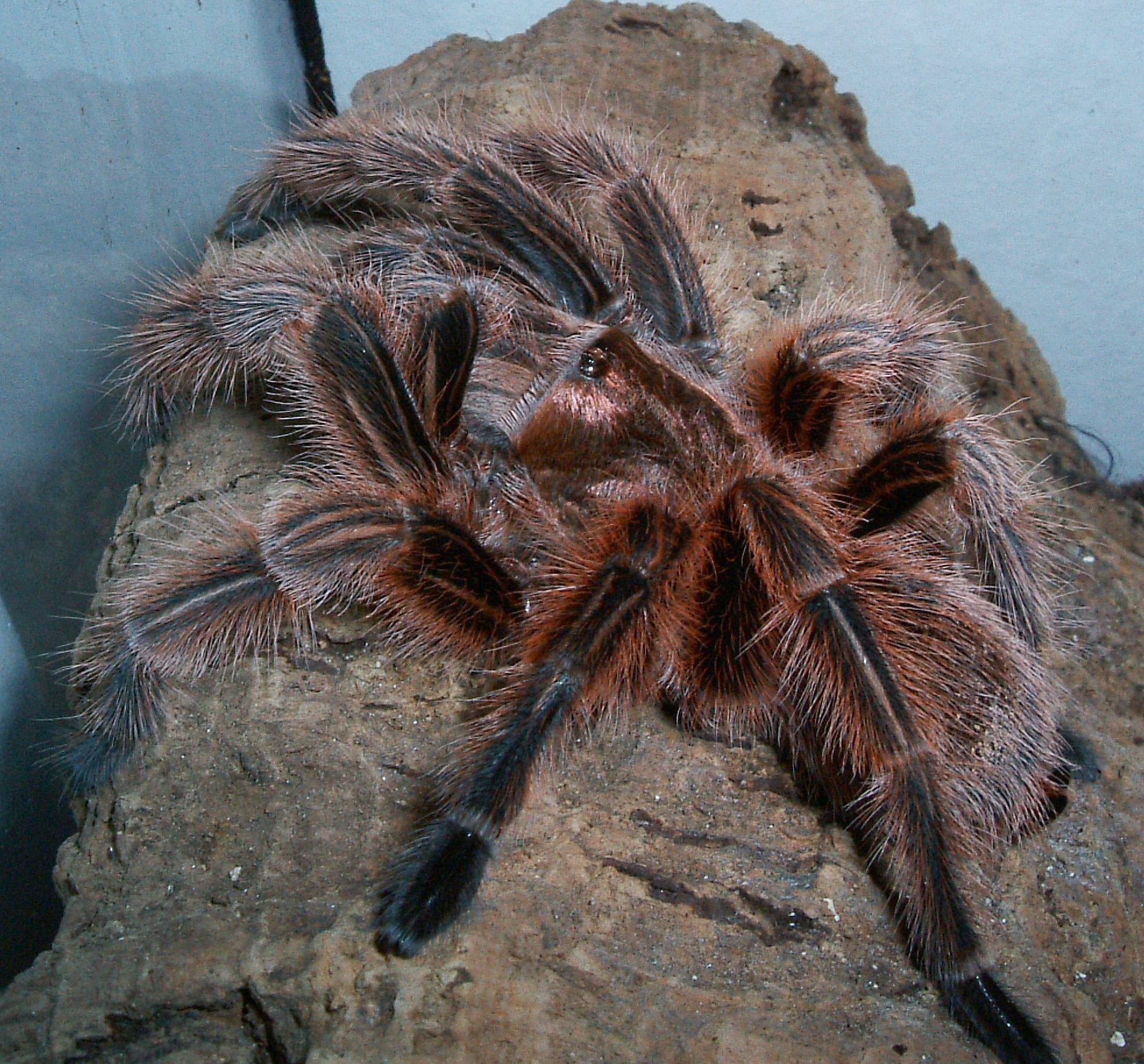
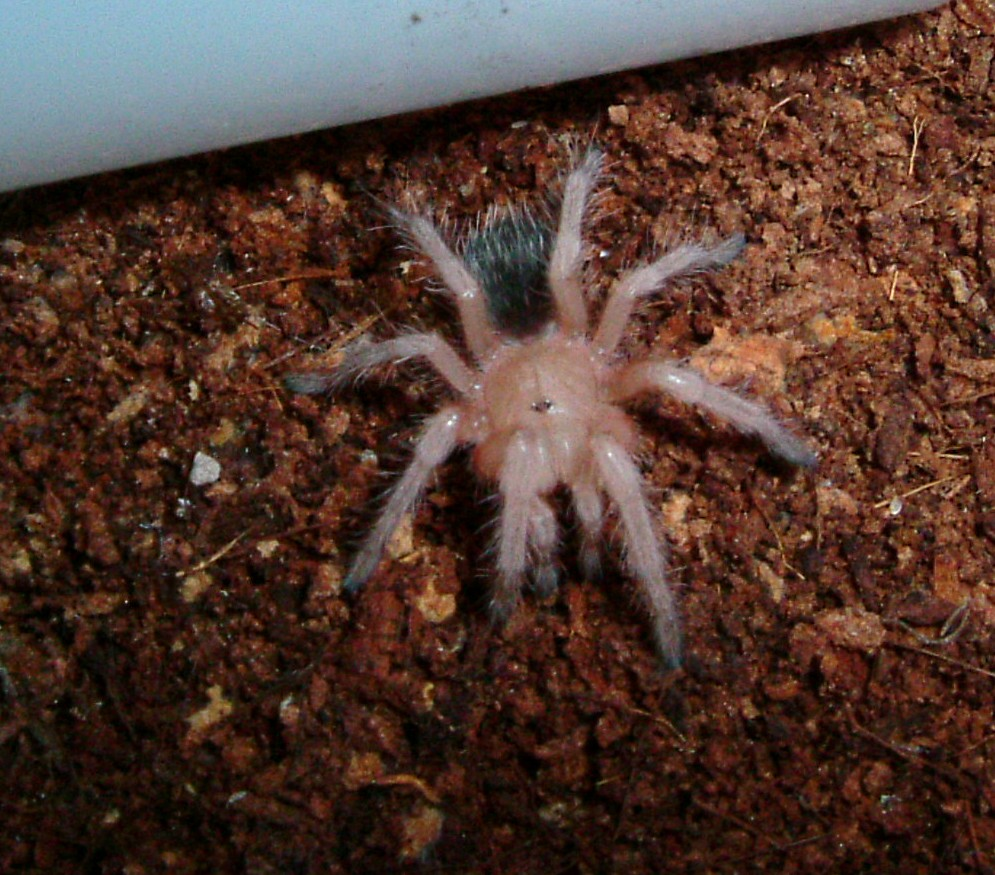